# Antoni Zawistowski
Antoni Zawistowski (Podlasie, 10 de novembro 1882 — Dachau, 4 de junho de 1942) foi um padre polonês. Ele morreu em um campo de concentração nazista. Ele é um dos 108 mártires da Segunda Guerra Mundial.
Viveu em Lublin, onde foi presidente da Ação Católica e era um dos colaboradores do Padre Maximiliano Kolbe. Foi preso pelos nazistas em 19 de junho de 1940 e deportado para o Campo de Concentração de Dachau.
Antoni morreu sob tortura em 1942 e foi beatificado em 13 de junho de 1999 pelo Papa João Paulo II em Varsóvia.
É comemorado em 4 de junho.